# 黄缘费蛛
黄缘费蛛（学名：Phycosoma flavomarginatum），又名黃緣微姬蛛、黄缘圆腹蛛、無斑圓腹蛛，为球蛛科费蛛属的动物。分布于日本以及中国大陆的湖北等地，主要生活于石下。该物种的模式产地在日本。